# Акупунктура
Акупункту́ра (від лат. acus — «голка» та лат. punctura — «укол») — форма альтернативної медицини і метод традиційної китайської медицини (ТКМ), що полягає у введенні в тіло тонких голок. Акупунктура є псевдонаукою — теорії та практики китайської традиційної медицини не ґрунтуються на наукових знаннях, і її характеризують як шарлатанство.
У різних країнах та філософіях існує цілий ряд технологічних варіантів акупунктури. Її можна розділити на два основні філософські підходи: сучасну стандартизовану форму, що називається вісім принципів, а друга — більш давня система, яка базується на стародавньому даоському у-сін, більш відомому на Заході як п'ять елементів або стихій. Акупунктура найчастіше використовується для полегшення болю, хоча голкотерапевти стверджують, що вона може застосовуватися для лікування широкого спектра інших недугів. Акупунктуру зазвичай використовують у поєднанні з іншими формами лікування.
У 2017 році світовий ринок акупунктури склав 24,55 млрд доларів США. Лідером ринку була Європа з часткою 32,7 %, за нею йшли Азійсько-Тихоокеанський регіон з часткою 29,4 % та Америка з часткою 25,3 %. За оцінками 2021 року, до 2023 року обсяг ринку досягне 55 мільярдів доларів США.
Висновки досліджень і систематичних аналізів акупунктури, як правило, не дають переконливих доказів її користі, що свідчить про те, що вона не є ефективним методом лікування. Акупунктура загалом безпечна, якщо її проводять належним чином кваліфіковані фахівці, використовуючи чисті одноразові голки. За умови правильного виконання вона має низький рівень переважно незначних побічних ефектів. Якщо нещасні випадки та інфекції все ж трапляються, то вони пов'язані з недбалістю лікаря, зокрема із недотриманням стерильних умов. Аналіз, проведений у 2013 році, показав, що кількість повідомлень про передачу інфекції значно зросла за попереднє десятиліття. Найчастіше повідомлялося про пневмоторакс. Оскільки продовжують надходити повідомлення про серйозні побічні ефекти, рекомендується, щоб акупунктуристи пройшли достатню підготовку для зниження цього ризику.
У 1971 році репортер New York Times Джеймс Рестон опублікував статтю про свій досвід акупунктури в Китаї, що призвело до зростання у зацікавленості та підтримки акупунктури на Заході. Президент США Річард Ніксон відвідав Китай у 1972 році. Зорема під час цього візиту делегації показали пацієнта, який проходив серйозну операцію, перебуваючи у повній свідомості, нібито під впливом акупунктури, а не анестезії. Пізніше з'ясувалося, що пацієнти, відібрані для операції, мали високу толерантність до болю і пройшли інтенсивну індоктринацію перед операцією. Ці демонстраційні пацієнти також часто таємно отримували морфій через крапельницю, яка, як казали спостерігачам, містила лише фізрозчин і поживні речовини. Одному пацієнту, якому робили операцію на відкритому серці, поки той перебував у свідомості. Зрештою було встановлено, що він отримав комбінацію з трьох потужних заспокійливих препаратів, а також великі ін'єкції місцевого анестетика в рану. Після того, як Національний інститут охорони здоров'я висловив підтримку акупунктури для обмеженої низки діагнозів, її застосування в США ще більше зросло. У 1972 році у Вашингтоні було створено перший легальний центр акупунктури в США.
У 2010 році ЮНЕСКО включило акупунктуру до Списку нематеріальної культурної спадщини людства.

## Історія

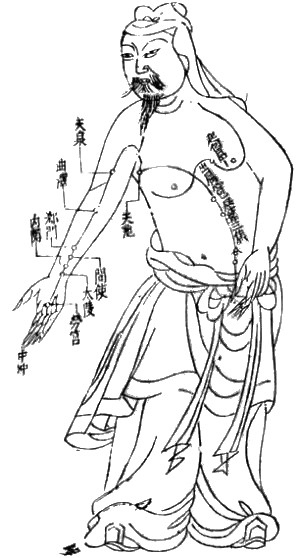
Схема акупунктури часів династії Мін (~1368—1644 рр.)

### Батьківщина акупунктури і її подальше поширення
Поширене переконання, що акупунктура має саме китайські витоки, не має однозначних підтверджень. Знайдений в 1963 році в повіті Долунь (англ. Duolun County; аймак Шилін-Гол в автономному регіоні Внутрішня Монголія на півночі Китаю) камінь бянь 砭 (biān) (загострені камені, що використовувалися до створення металевих голок), можливо, опускає походження акупунктури в неоліт. Ієрогліфи та піктограми, що датуються часом правління династії Шан (1600—1046 до н. е.), вказують на те, що поряд з вколюванням використовувалося також припікання. Розвиток металургії в Китаї теоретично дозволяло виготовлення сталевих голок вже в III столітті до н. е., однак найбільш ранні археологічні знахідки подібного роду зараховують лише до династії Хань, та свідоцтв про використання цих голок в медичних цілях немає. Джерелом спекуляцій про використання акупунктури стало виявлення сталевих голок поруч із чашею, поміченою для медичного використання в Маньчен 满城 (~112 до н. е.). Однак виявлені голки мають вушко і, скоріш за все, використовувалися для шиття. У Шуанбаошань (суч. Мяньян, Сичуань) було виявлено подібність макета для вивчення акупунктури — лакована дерев'яна фігурка 28,1 см з позначенням «меридіанів», похована ~118 до н. е.. Перше свідчення про використання двох конкретних акупунктурних точок, Саньлу 三 里 і Фейшуй 肺 输, датується I століття (гробниця біля Увей 武威, пров. Ганьсу).
У Європі, при дослідженні муміфікованого тіла Етці, вік якого ~5300 років, було виявлено 15 груп татуювань, розташування частини яких збігається з сучасними акупунктурними точками. Це було витлумачено як свідчення того, що практики, подібні азійським, могли бути поширені по всій Євразії в ранній бронзовій епосі. Значний вплив на китайську акупунктуру зробили релігійні та філософські вчення стародавнього Китаю. Традиція, що передавалася раніше усно, в IV—III століттях до н. е. була записана і викладена у світлі світоглядів даосизму. Розвиток акупунктури тривав протягом усього першого тисячоліття нашої ери, досягнувши свого розквіту до початку другого й отримавши широке поширення як у самому Китаї, так і за його межами в Японії, Монголії, Кореї, Індії. На становлення китайського розуміння акупунктурних меридіанів і точок істотний вплив зробили міфологія, нумерологія, астрологія та інші метафізичні уявлення. У класичних медичних текстах китайська календарна зодіакальна система Ганьчжі (干支 gānzhī) зіставляє постійні меридіани годинним кутам Сонця і часу доби. Серед збережених ранніх китайських текстів з акупунктури — трактат Хуанфу Мі 皇甫謐 (пом. 282), що спирається на більш ранні джерела, які не дійшли до наших днів.
Китайський ієрогліф «чжень» позначає будь-який інструмент для проколювання або надрізання. В одному з основоположних китайських медичних трактатів «Хуан-ді нейцзін» («Внутрішній канон Жовтого імператора») цим ієрогліфом позначені надрізання або проколювання шкіри з метою кровопускання, розкриття наривів і припікання (для зупинки кровотечі, знезараження), а не та акупунктура, яка відома сьогодні. З дев'яти зображених у трактаті інструментів лише три схожі на товсті голки та шпильки, деякі з решти нагадують інструменти для кровопускання та хірургії середньовічної Європи. Історики медицини та ветеринарії припускають, що середньовічні практики проколювання і надрізання («чжень») зберігалися майже в незмінному вигляді в Китаї до середини XX століття.

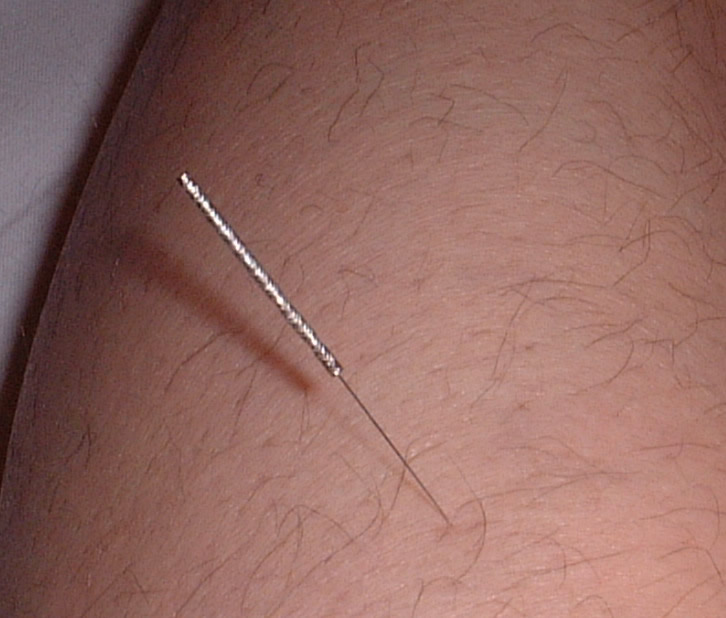
Голка, введена в точку на шкірі

В XVI столітті португальські місіонери вперше привезли повідомлення про акупунктуру на Захід. У Європі до XVIII століття не існувало достатніх медичних знань для складання точних карт внутрішніх органів. У XVIII столітті в Європу потрапляють більш докладні відомості про акупунктуру, але значно більший інтерес викликають методики припікання. У самому Китаї акупунктура зберігає популярність лише в нижчих шарах суспільства, а самі цілителі, практикуючі голковколювання, часто неграмотні. В 1822 році едиктом китайського імператора скасовується практика та вивчення акупунктури в імператорській академії медицини, як заняття негідне для освіченої людини. Все це тягне скептичне ставлення до голковколювання в європейській науці, і дослідження в цьому напрямку практично не проводяться. У самому Китаї вже на початку другого тисячоліття і в наступні століття практика застосування акупунктури, будучи замінена медикаментозними методами лікування, стала більшою рідкістю і, втратила свою престижність, була поставлена в один ряд з шаманізмом, акушерством і припіканням.
На становлення сучасної карти акупунктурних точок і меридіанів вплинув китайський педіатр Чен Дань'ань (Cheng Dan'an), який на початку 1930-х років сприяв відновленню зникаючих вуличних практик терапевтичного голковколювання. Він віддалив місця голковколювання від кровоносних судин, ілюструючи свої нововведення малюнками на шкірі людей і фотографуючи їх. Він же замінив товсті середньовічні інструменти на тонкі голки, характерні для сучасної акупунктури.
Цзян Цзєші спробував ввести класичну західну медицину, законодавчо заборонивши акупунктуру, що повинно було позбавити лікарської практики 400 000 акупунктуристів. Але цей закон був відхилений в 1929 році урядом Гоміньдана. Новий підйом і швидке поширення акупунктура отримала після китайської революції 1949 року. Лікарі в лікарнях Китаю стали застосовувати акупунктуру поряд з класичною західною медициною. У різних країнах стали проводитися наукові дослідження в цій області, що призвело до появи безлічі коментарів і публікацій в медичних журналах і газетах.
Існує альтернативна гіпотеза походження акупунктури: татарський вчений Reşit Rahmeti Arat у своїй роботі «Zur Heilkunde der Uighuren» («Медична практика в уйгурів»), опублікованій в 1930 і 1932 рр. в Берліні, досліджував уйгурську медицину. Спираючись на малюнок людини і пояснення точок акупунктури на тілі, він, а також деякі інші західні вчені, схиляються до того, що акупунктура є не китайським, а уйгурським відкриттям.

### Акупунктура в Азії
Нині[коли?] в Китаї, Кореї та Японії акупунктура використовується в безлічі патологічних станів, у тому числі як заспокійливий або тонізуючий прийом, для лікування хронічних захворювань, а також в хірургії, наприклад у випадках перелому кістки для стимуляції утворення кісткової мозолі, при водянці для вилучення накопиченої води з підшкірної клітковини тощо.

### Акупунктура в Україні
В українську мову термін «акупунктура» прийшов із Франції. Офіційно акупунктура була визнана в УРСР в 1957 році наказом МОЗ СРСР, а активне застосування почалося з 60-х років. Підготовка лікарів з голкотерапії активізувалася після наказу МОЗ СРСР «Про подальшу розробку методу голкотерапії та впровадженні його в практику» (1971). У 80—90-х роках голкотерапія переживає свій розквіт. Багато дослідних установ займаються вивченням механізмів голкотерапії, випускають керівництва, монографії з чжень-цзю, лікарі проходять перепідготовку з присвоєнням кваліфікації лікар-рефлексотерапевт (лікар-голкотерапевт).
До кінця 90-х акупунктура в Україні була частиною фізіотерапії, а лікарська спеціальність називалася лікар-фізіотерапевт, тоді почали появлятись у багатьох лікувальних закладах кабінети голкорефлексотерапії.
Ефективність цього виду голковколювання у всіх галузях медицини не підтверджена в клінічних випробуваннях останнього часу.

## Дослідження механізмів дії
На сьогодні[коли?] жодна з наявних теорій не пояснює механізми дії акупунктури достатньою мірою. Щобільше, в оглядах клінічних випробувань останнього часу ставиться під сумнів наявність позитивного впливу акупунктури на організм людини у всіх областях терапії, крім короткочасного зняття деяких видів болю і нудоти. При цьому розроблені для перевірки ефективності методи «фальшивої» акупунктури показують приблизно таку ж ефективність в цих областях, що і дійсна акупунктура. З цієї причини акупунктура залишається чисто емпіричним методом, що не відповідає зростаючим науковим вимогам медицини.

### Традиційні уявлення
Послідовники традиційних шкіл акупунктури, що сягають корінням в стародавні вірування та філософію даосизму, розглядають хворобу як дисбаланс і порушення циркуляції ці. Спрощено в обґрунтування лікувального ефекту пропонується, що впливи, зроблені на акупунктурні точки, призводять до гармонізації та відновленню правильного руху енергії. Однак сучасна наука заперечує існування такого типу енергії. Існування меридіанів і акупунктурних точок не підтверджується анатомічними і гістологічними даними.

### Нейро-гуморальний механізм
Однією з ранніх спроб пояснити аналгезуючі ефекти акупунктури стала теорія контролю «воріт болю». Вона описувала модуляцію сенсорних імпульсів болю за допомогою інгібіторних механізмів центральної нервової системи (ЦНС). За цією теорією укол голки при акупунктурі збуджує швидкі чутливі нервові волокна шкіри або м'язів, і імпульси цих волокон «обганяють» в спинному мозку імпульси від уражених органів, що передаються повільнішими волокнами. При цьому активуються інгібіторні інтернейрони, що впливають на повільні шляхи. Терапевтичний ефект, коли болюче відчуття зменшується допомогою заподіяння болю через гетеротопічну стимуляцію різних областей тіла, іменується контрподразником, і він відкривався вченими неодноразово. Контрподразник часто перериває порочне коло і дозволяє добитися стійкого лікувального ефекту, тим самим надаючи можливості для регенерації в тому випадку, якщо ураження ще не є незворотним.
У 1976 році західними дослідниками була висунута нова гіпотеза про те, що ефект акупунктури опосередкований ендорфінергічною системою. Відповідно до цієї гіпотези, ендорфінергічна система складається з нейронів, локалізованих в основному в мезенцефалоні (ядерний шов і центральна сіра речовина). Передбачається, що її аналгезуючий ефект опосередкований вивільненням ендорфінів (нейротрансмітерів з морфіноподібною дією) через ретикулоспінальний тракт.
Нові дослідження акупунктури проводяться з використанням функціональної магнітно-резонансної томографії (МРТ), однопротонної емісійної комп'ютерної томографії (SPECT), транскраніальної доплерівської ультрасонографії (ТКДУ). Результати досліджень дозволяють висунути гіпотезу, що при дії на акупунктурні точки відбувається модуляція активності специфічних субкортікальних систем, в основному лімбічної системи. При цьому робиться припущення, що ефекти акупунктури обумовлені основним принципом функціональної структури нервової системи — її соматотропною організацією (нейрональним зв'язком строго певних відділів та областей нервової системи зі строго визначеними органами та областями організму).

### Ефект плацебо
З середини 1950-х років і по теперішній час панівною в науці точкою зору є думка, що в основі дії акупунктури лежить ефект плацебо. Іншими словами, метод вважається ефективним настільки, наскільки вірять в нього пацієнти та їхні лікарі.
Існують позитивні результати використання акупунктури на дітях і тваринах, які, на думку деяких прихильників акупунктури, не можуть бути пояснені класичним механізмом дії плацебо. Проте дані результати не були отримані в плацебо-контрольованих випробуваннях. Психологічні дослідження сугестивності у дорослих, на думку прихильників акупунктури, також вказували на той факт, що специфічні ефекти відіграють певну роль. Однак наявність специфічного ефекту в одних випадках не підтверджено клінічними випробуваннями, в інших випадках виявлялося дуже незначним.
Кілька останніх клінічних досліджень німецьких вчених з Nordic Cochrane Centre про використання акупунктури в позбавленні від болю (для анестезії, лікування хронічного головного болю і мігрені, поперекових болів при радикуліті тощо) показали, що дія використовуваного в даний час в клінічних умовах методу майже не залежить від глибини та місця установки голок і її тривалості, і здебільшого базується на ефекті самонавіювання — плацебо: різниця між «дійсним» і «фальшивим» голковколюванням виявилася статистично незначущою на користь «дійсного». Отримана незначна різниця в кілька відсотків не має клінічного значення, і дослідники вважають, що вона може бути пояснена недоліками в умовах проведення експериментів. Також в різних методах «фальшивого» голковколювання випадки, коли шкіру дійсно пронизували, виявилися незначно більш ефективними, ніж ті, в яких лише імітувалося голковколювання. Для усунення похибок та уточнення результатів очікується проведення подальших досліджень.

### Методологічні проблеми дослідження акупунктури
Однією з серйозних причин, що ускладнюють вивчення акупунктури, вважається так звана «операторна залежність»: результат акупунктурного впливу значно залежить від досвіду і майстерності оператора, методики або школи акупунктури, якій він навчався, і далеко не завжди вдається відтворити подібні результати. З іншого боку, «фальшива» акупунктура (англ. sham acupuncture), розроблена для вимірювання плацебо-ефекту, показує практично ту ж ефективність, що і «дійсна», суб'єктивні позитивні враження пацієнтів залежать насамперед від контекстуальних і психологічних факторів терапії, від їхніх переконань і очікувань, від спрямованої та сфокусованої уваги лікаря, що робить процедуру, тому ряд дослідників вважає незначним фактором майстерність оператора, знання ним методик і шкіл акупунктури.
Для досліджень ефективності акупунктури були розроблені методи «фальшивої» акупунктури (англ. sham acupuncture) — уколи не в точках акупунктури, або в не призначених для вимірюваного впливу точках, або з використанням спеціальних непроникаючих під шкіру голок. У деяких подібних дослідженнях було показано, що акупунктура в точках, використовуваних як неакупунктурних, може чинити неспецифічний вплив на перебіг досліджуваного захворювання.
В даний час[коли?] клінічними випробуваннями підтверджено, що у випадках використання для короткочасного зняття деяких видів болю і нудоти «фальшива» акупунктура виявляється ефективною. При цьому її ефективність знаходиться майже на рівні дійсної акупунктури. У решті ж випадків ані фальшива, ні дійсна акупунктура не довели свою ефективність. Частина прихильників акупунктури визнають, що якщо вона і має в деяких випадках специфічний ефект, то досить невеликий.
Проблемою для доказу ефективності акупунктури є також труднощі організації подвійного сліпого дослідження — пацієнт може зрозуміти, в яку саме групу він розподілений (чи застосовується до нього фальшива або дійсна акупунктура), або лікар може вільно або мимоволі впливати на пацієнта, знаючи в якій групі знаходиться пацієнт. Якщо при дослідженнях група що вивчається піддається щонайменше двом втручанням (голковколювання і контакт із лікарем), то отриманий ефект не може бути однозначно порівняний з таким у контрольної групи. Такі дослідження не є подвійними сліпими. Практичне значення мають дослідження з використанням плацебо-голок за умови мінімізації контактів досліджуваних осіб з лікарем. В даний час розроблені такі голки, при використанні яких ні лікар, ні пацієнт не знають про те, чи дійсно голки вводяться під шкіру. Найбільш достовірними нині[коли?] визнаються результати тих клінічних досліджень, в яких пацієнти розділені на три групи — з дійсною, фальшивою акупунктурою і ті, хто не отримує терапії.
При застосуванні акупунктури відносно одного захворювання можливі ефекти відносно іншого захворювання (неконтрольовані перехресні ефекти).
При дослідженнях має місце етична проблема: застосування акупунктури у відсутності іншого лікування прийнятно не у всіх випадках. Також серйозною етичною проблемою є використання в клінічній практиці методів акупунктури, ефективність яких не перевищує плацебо-ефект.
Ще однією серйозною проблемою при дослідженнях акупунктури є «спотворення публікацій» — замовчування негативних і публікації позитивних результатів клінічних випробувань.

## Безпека та ефективність методу
Ряд авторів та організацій ставлять під сумнів не тільки ефективність, але й безпеку акупунктури.
У західних країнах переважає думка, що акупунктура є безпечною, якщо практикується підготовленими фахівцями з використанням стерильних голок. Але, як і будь-який інший інвазивний метод лікування, голкотерапія може призводити до негативних наслідків, побічних ефектів, а також серйозних ускладнень — від незначних болів, кровотеч, гематом, нудоти та блювоти до пошкоджень нервів і внутрішніх органів, пневмотораксу, інфекційних захворювань, в тому числі, можливо, і ВІЛ-інфекції.
У 2003 році Всесвітня організація охорони здоров'я склала список захворювань, при лікуванні яких, згідно з дослідженнями та клінічних тестів, акупунктура показала позитивний результат, проте цей огляд був розкритикований за упередженість і за зосередженість в основному на неякісних клінічних випробуваннях.
Існує також ряд досліджень акупунктури у ветеринарії, результати яких щодо ефективності оцінюються як позитивні. У той же час і у ветеринарії є публікації, критично розглядають ефективність методу.

## Сучасне застосування
На сьогодні існує безліч шкіл і напрямів, так чи інакше пов'язаних з акупунктурою.

### Традиційна акупунктура
Це традиційна чжень-цзю терапія (вколювання і припікання), електроголковколування (діагностика і лікування з вимірюванням біопотенциалів точок на поверхні шкіри), аурикулопунктура і аурикулопрессура (вплив на біологічно активні точки вуха), шиацу (акупресура) та ін. методи.

### Сучасні «західні» модифікації
Як один з варіантів акупунктури можна вказати на часто вживаний спосіб припинення кровотечі. Для цього на деякій відстані від стікаючої кров'ю артерії вводять в тіло голку у вертикальному напрямку; потім її підводять під артерію і на тій же відстані з іншого її боку виводять голку назовні. Таким чином судина притискається голкою до м'язів і кровотеча припиняється.
Ще один різновид акупунктури, так званий бауншейтізм полягає в наступному: за допомогою спеціального інструменту проводиться укол шкіри безліччю голок одночасно, а потім це місце змащується подразнюючим засобом (наприклад, маслами).
Розширилося застосування цього засобу, і з застосуванням до нього електричного струму (електропунктура) що значно посилено його дію. При цьому вводять в тіло дві голки, і між ними пропускають струм.

### Споріднені напряму «точкової» терапії
- Рефлексологія — близький «родич» акупунктури. Попри те, що вона здається більш прийнятною для Заходу варіацією техніки енергетичного балансування, її коріння глибоко йдуть у ґрунт спіритизму[74].
- Метод Фолля, див. Також Рейнхольд Фолль
- Техніка Емоційної Свободи

## Акупунктурні меридіани
За давніми китайськими уявленнями, життєва енергія (Ці), рухається по тілу людини по певних шляхах, які європейські рефлексотерапевти іменують меридіанами, кожен меридіан має зовнішній (на шкірі) та внутрішній (по внутрішніх органах) ходи, особливо активні енергетичні точки є акупунктурними точками, на які й діє лікар, при лікуванні пацієнта.
Налічується 12 основних, 2 додаткових, 8 чарівних меридіанів, також існують позамеридіанні та нові акупунктурні пункти (точки).
До основних меридіанів належать:
1. Меридіан легень (I) (P)
2. Меридіан товстої кишки (II) (G)
3. Меридіан шлунку (III) (E)
4. Меридіан селезінки-підшлункової залози (IV) (E)
5. Меридіан серця (V) (RP)
6. Меридіан тонкої кишки (VI) (IG)
7. Меридіан сечового міхура (VII) (V)
8. Меридіан нирок (VIII) (R)
9. Меридіан перикарда (IX) (MC)
10. Меридіан трьох частин тулуба (X) (трьох частин тіла, TR)
11. Меридіан жовчного міхура (XI) (VB)
12. Меридіан печінки (XII) (F)

До додаткових меридіанів належать:
1. Задньосерединний меридіан (XIII, VC)
2. Передньосерединний меридіан (XIV, VG)

Додаткові меридіани належать також до чарівних меридіанів, лише з включенням по одному додатковому пункту керування до кожного меридіану.

## Протипоказання
Єдиного підходу до визначення протипоказань не має. Це пов'язано із тим, що метод лікування не належить до традиційної західної медицини. Так, Д. М. Табєєва наполягає на чіткому розмежуванні протипоказів за захворюваннями використовуючи МКХ-10, а Молостов В. Д. вказує загальний перелік груп захворювань без їх уточнення.
Загальні протипокази (пухлинні процеси, інфекція та психіатричні захворювання):
- Пухлини будь-якого характеру і будь-якої локалізації.
- Гострі інфекційні захворювання і гарячкові стани, при яких не встановлено точний діагноз.
- Хронічні інфекції (туберкульоз, бруцельоз) в стадії загострення.
- Декомпенсація дихання, кровообігу.
- Органічні захворювання серця, нирок.
- Різке виснаження.
- Грудний і похилий вік (старше 75 років).
- Стан гострого психічного збудження і сп'яніння.
- Наркоманія.
- Гострі больові синдроми нез'ясованого походження.
- Друга половина вагітності. При терміні вагітності до 5 місяців протипоказані уколи в точки нижньої частини живота, на ногах, а також в особливо чутливі точки: хе-гу, шао-шан, сань-інь-цзяо, інь-бай.
- Стан після важкого фізичного навантаження, бігу, гарячої ванни[75].